# بريان بالمر
بريان بالمر (بالإنجليزية: Bryan Palmer)‏ هو لاعب اتحاد الرغبي أسترالي، ولد في 1899، وتوفي في 1990.